# Heteroschoinus
Heteroschoinus är ett släkte av skalbaggar. Heteroschoinus ingår i familjen vivlar.
Kladogram enligt Catalogue of Life:
| Heteroschoinus | \| \| Heteroschoinus albovarius \| \| \| \| |
|                | \| \| Heteroschoinus albovarius \| \| \| \| |
|                | Heteroschoinus albovarius                   |
|                |                                             |